# District d'Aley
Le caza d'Aley (arabe : عاليه) est un district du gouvernorat du Mont-Liban, Liban, situé au Sud-Est de la capitale libanaise Beyrouth. Le chef-lieu du caza, est la ville du même nom Aley. La ville d'Aley était jadis connue pour être la « princesse des stations balnéaires » durant les décennies 1960 et 1970, quand Aley et sa voisine Bhamdoun afluée de touristes originaires des pays arabes du golfe Persique et d'émigrés libanais.
Durant les années 1975-1990 lors de la guerre civile, Aley et ses environs ont été témoins de multiples batailles.

## Démographie
Comme le caza du Chouf, Aley est un district qui abrite une population très diverse du point de vue de l’appartenance religieuse. La communauté druze est la plus nombreuse, suivie de la communauté maronite.

## Répartition confessionnelle des électeurs
http://elnashra.com/elections/vote
https://www.almanar.com.lb/9564502
| Confessions       | Pourcentage (2022) | Pourcentage (2015) | Pourcentage (2005) |
| Chrétiens (total) | 40,18 %            | 41,54 %            | 44,07 %            |
| ----------------- | ------------------ | ------------------ | ------------------ |
| Maronites         | 23,27 %            | 23,00 %            | 25,13 %            |
| Grecs-orthodoxes  | 12,37 %            | 11,74 %            | 13,45 %            |
| Grecs-catholiques | 2,97 %             | 3,78 %             | 3,44 %             |
| Autres chrétiens  | 1,58%              | 3,02 %             | 2,05 %             |
| Musulmans (total) | 4,78 %             | 5,29 %             | 4,15 %             |
| Chiites           | 3,36%              | 3,29 %             | 2,87 %             |
| Sunnites          | 1,41 %             | 2,00 %             | 1,26 %             |
| Alaouites         | 0 %                | 0,00 %             | 0,00 %             |
| Druze (total)     | 55,04 %            | 53,17 %            | 51,80 %            |

## Villages
- Abey (Liban)
- Aghmid
- Ain Aanoub
- Ainab
- Ain Dara
- Aley
- Aramoun
- Basatine (Liban)
- Bayssour
- Bdadoun
- Bechamoun - premier village libanais à arborer le drapeau de l'indépendance le 22 novembre 1943
- Bhamdoun
- Bsous
- Chartoun
- Chemlane
- Kahale
- Kaifoun
- Kfarmatta
- Ktaily
- Qmatiye
- Ramlieh
- Rechmaya
- Sarhmoul
- Silfaya
- Souk El Gharb